# Loxophlebia klagesi
Loxophlebia klagesi là một loài bướm đêm thuộc phân họ Arctiinae, họ Erebidae.